# Atimura terminata
Atimura terminata es una especie de escarabajo del género Atimura, familia Cerambycidae. Fue descrita científicamente por Pascoe en 1863.
Se distribuye por Australia, India y Birmania. Posee una longitud corporal de 5-10 milímetros. El período de vuelo de esta especie ocurre en el mes de enero.